# Kunc Adolf
Kunc Adolf (Sál, 1841. december 18. – Türje, 1905. szeptember 10.) premontrei tanár, igazgató, Szombathely történetírója.

## Élete
Tanulmányait a keszthelyi algimnáziumban kezdte, majd Szombathelyen a premontrei főgimnáziumban folytatta. Érettségi után tanári és bölcseletdoktori oklevelet szerzett a pesti Tudományegyetemen, tanárai között találjuk Jedlik Ányost és Petzval Ottót. A Szent Norbert rend tagjaként 1863-tól egykori szombathelyi iskolájának, a szombathelyi premontrei főgimnáziumnak a tanára, majd 1875-től 1884-ig igazgatója lett. A csornai premontrei kanonokrend prépostjaként a szombathelyi és keszthelyi iskolák felügyelője volt.
A mennyiségtan, vegytan és természettan tanáraként országszerte híres fizikai szertárat hozott létre, amit folyamatosan bővített, fejlesztett, sokat tett a Jedlik-féle kísérletező szemlélet elterjesztéséért.
Saját tudományos felfedezései nem voltak, de aktívan bekapcsolódott a kor tudományos életébe. 
Diákjával, Gothard Jenővel végzett Foucault-féle ingakísérlete a Föld forgásának szemléletes bizonyítására és telefonkísérletei a magyar és nemzetközi tudománytörténetben voltak jelentősek. 
Az 1880. évi vándorgyűlésen mutatták be Szombathely és Herény közötti telefonkapcsolat létrehozását a Gothard-testvérek közreműködésével. Tevékenyen részt vett Vas vármegye és Szombathely közéletében. 1884-ben megválasztották a szombathelyi kerület országgyűlési képviselőjének. Rendje még ugyanebben az évben csornai préposttá választotta. Támogatásával 1893-ban épült fel a rend gimnáziumának épülete. Élete utolsó éveit Türjén töltötte.

## Művei
- Légkörünk és a vele összekötött tünemények = A Szombathelyi Katolikus Főgimnázium Értesítője, 1870-71. 3-13. p.
- Szombathely-Savaria-rend. tanácsú város monographiája 1-2. r. (Szombathely, 1880–1894) – (1. rész)

## Külső hivatkozások
- D. Mátai Mária: Szombathelyi tudós tanárok